# Генрік Налбандян
Генрік Налбандян (вірм. ԁՀենրիկ Նալբանդեան, Єреван, 31 серпня 1995) — вірменський футбольний арбітр. Судить змагання в Прем'єр-лізі. Арбітр ФІФА та УЄФА з 2021 року. 

## Суддівська кар'єра
8 липня 2021 року Налбандян дебютував у єврокубках в матчі між «Расінг Юніон Люксембург» і «Брєйдаблік» у рамках першого кваліфікаційного раунду Ліги конференцій Європи УЄФА; Гра закінчилася з рахунком 2:3, а вірменський арбітр показав шість жовтих карток.
Свій перший міжнародний матч він відсудив 12 вересня 2023 року, коли Мальта програла Північній Македонії з рахунком 0:2 завдяки голам Еліфа Ельмаса та Йована Манева. У цьому матчі Налбандян показав п'ять жовтих карток.
Генрік Налбандян судив на чемпіонаті Європи U-19 в Північної Ірландії у 2024 році.